# La via del male (film 1931)
La via del male (Dance, Fools, Dance) è un film del 1931 diretto da Harry Beaumont.

## Trama
Bonnie Jordan è una giornalista figlia di un industriale finito in rovina in seguito al tracollo di Wall Street. Ha un fratello, Rodney, che si è messo in affari con il gangster Jake Luva e che su ordine di quest'ultimo uccide un giornalista ficcanaso. Per indagare su questa morte, Bonnie diventa l'amante di Luva.

## Distribuzione

### Edizione italiana
Il film venne doppiato direttamente negli Stati Uniti da parte di attori italiani emigrati.